# Тимковичі
Тимковичі (біл. Цімкавічы, рос. Тимковичи) — агромістечко в Копильському районі Мінської області в Білорусі. Є адміністративним центром Тимковичівської сільської ради. По території населеного пункту протікає річка Мажа. Поруч із ним є залізнична станція.

## Історія
Перша письмова згадка про Тимковичі зустрічається в грамоті литовського князя Олександра Ягеллончика, яка датується 1499 роком. У ній повідомлялось про долучення цього поселення до володінь роду Олельковичів. У цей час в населеному пункті був ринок, на якому розміщувались торговельні ряди, від якого розходилось чотири вулиці, було чотири квартали. В селищі була греко-католицька церква Святого Іллі, а також синагога, заїжджий двір та корчма.В 1502 році селище постраждало від набігу кримських татар. З 1585 року селище знаходилось у володінні роду Ходкевичів. В 1622 році тут був маєток, який складався з власне будинку, будинку економа та численних господарських споруд. Також тут працювала пивоварня.
Через Анну з роду Ходкевичів містечко потрапило до Яна Станіслава Сапеги. З 1635 року містечком володів Казимир Лев Сапега, який в 1647 році профінансував тут будівництво дерев'яного костела. Під час Московсько-польської війни (1654—1667) у вересні 1655 року містечко було розграбоване та спалене московськими військами. В 1660 році містечко перейшло у власність Олександра Гілярія Полубинського. З кінця 17 ст. містечком володіли представники роду Радзивіллів, а саме Домінік Миколай, Ян Миколай та Мартін Миколай.
Після Другого поділу Речі Посполитої в 1793 році Тимковичі опинилися в складі Російської імперії, а саме у Слуцькому повіті Мінської губернії. В 1918 році містечко стало частиною Білоруської Народної Республіки. Під час Польсько-радянської війни 1919-1920 років містечко було центром гміни в складі Мінської округи. Під час Слуцького повстання в 1920 році через Тимковичі проходила лінія оборони Грозівського полку Білоруської Народної Республіки. В 1985 році пожежа знищила костел Святого Архангела Михайла.

Містечко на старих світлинах
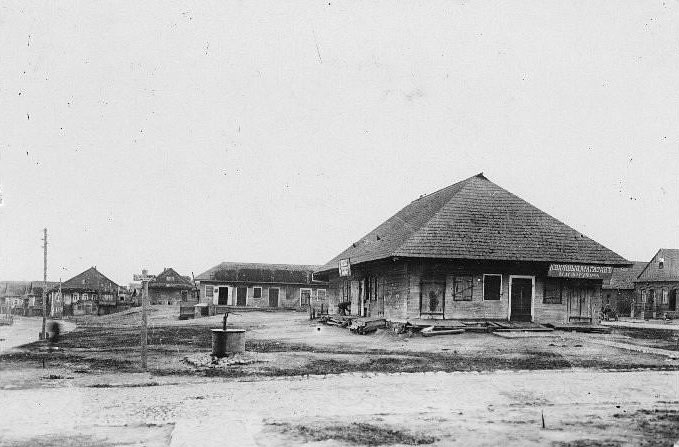
Ринок
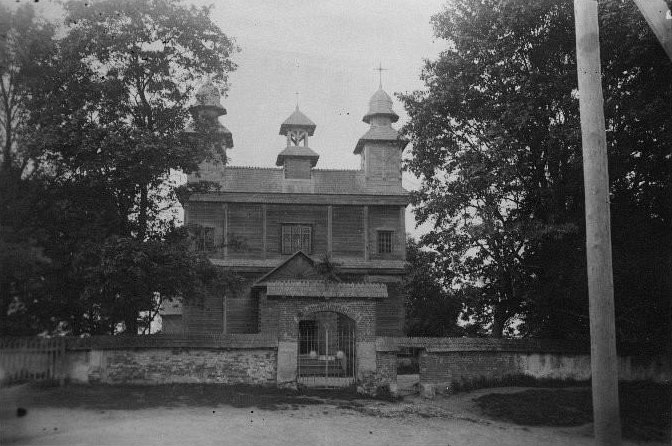
Костел св. Михайла
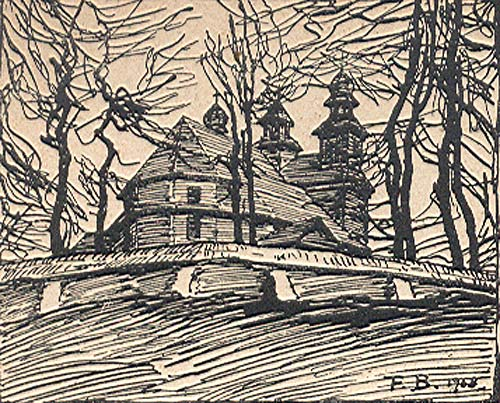
Костел, з боку апсиди
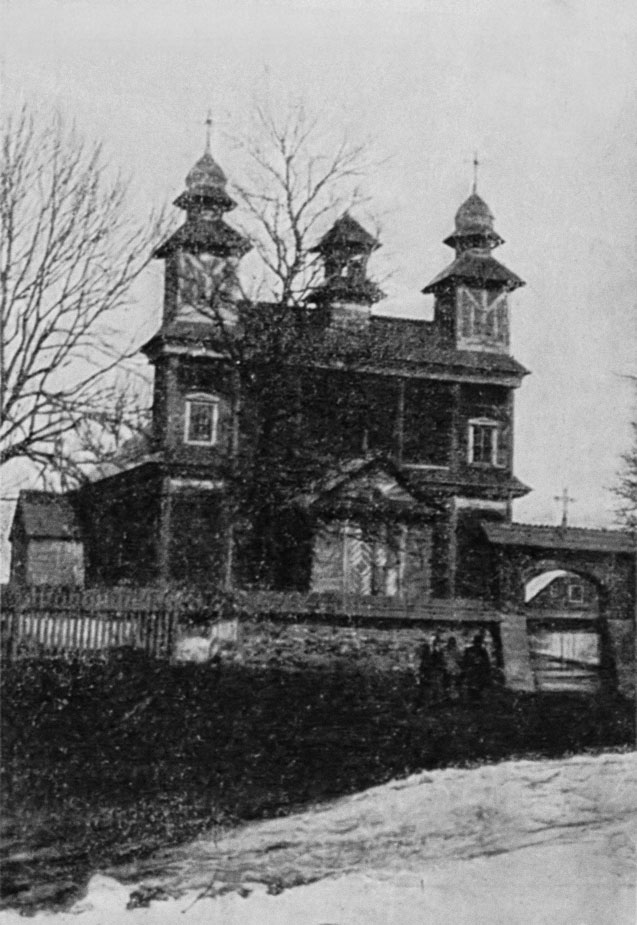
Костел, головний фасад
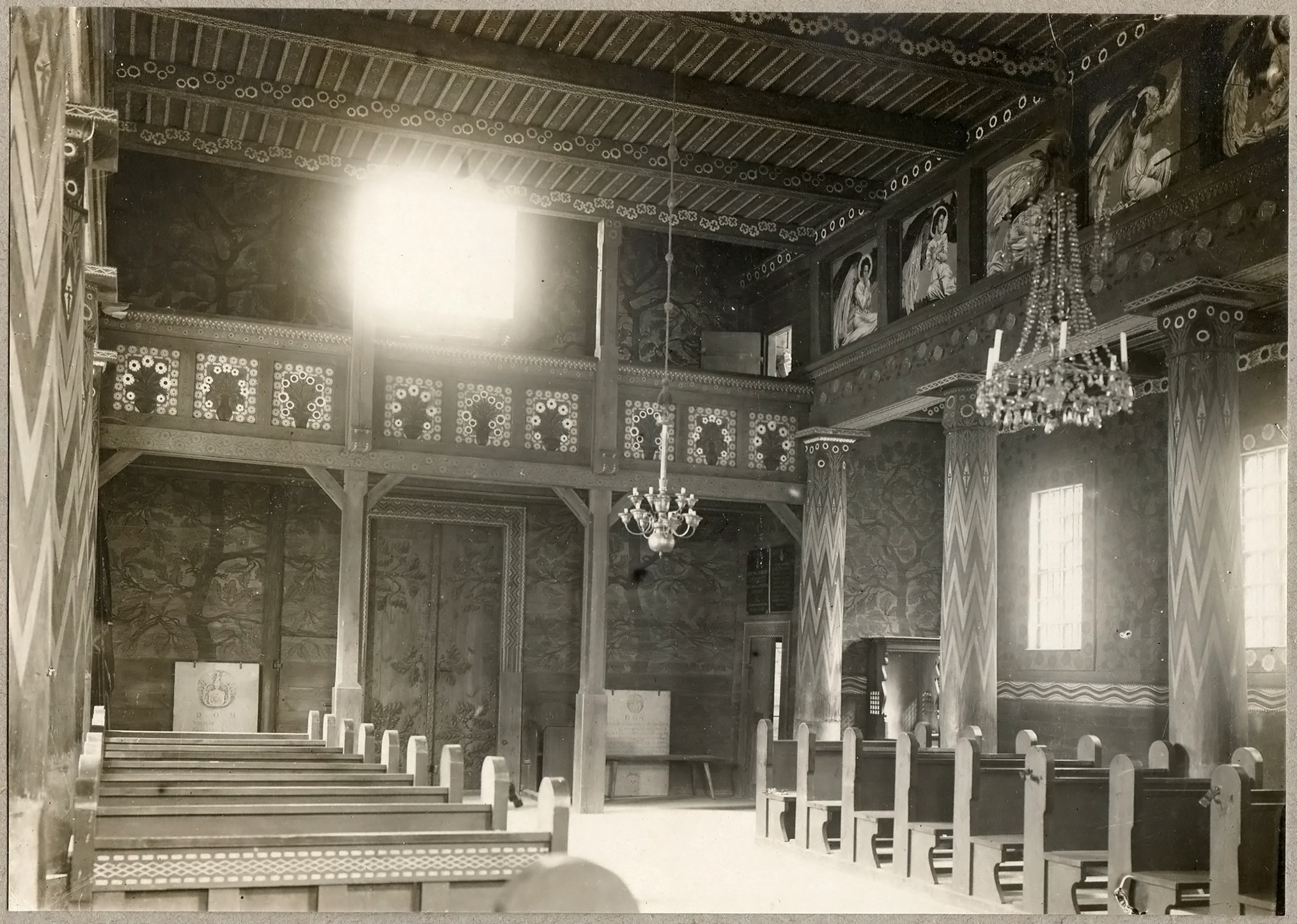
Костел всередині
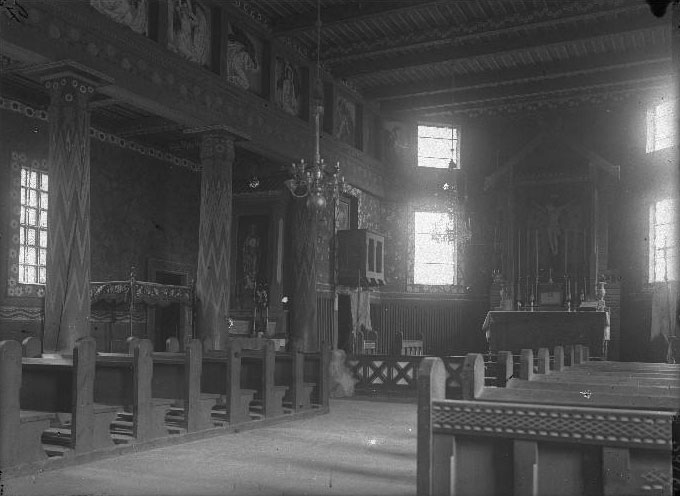
Костел, вівтар
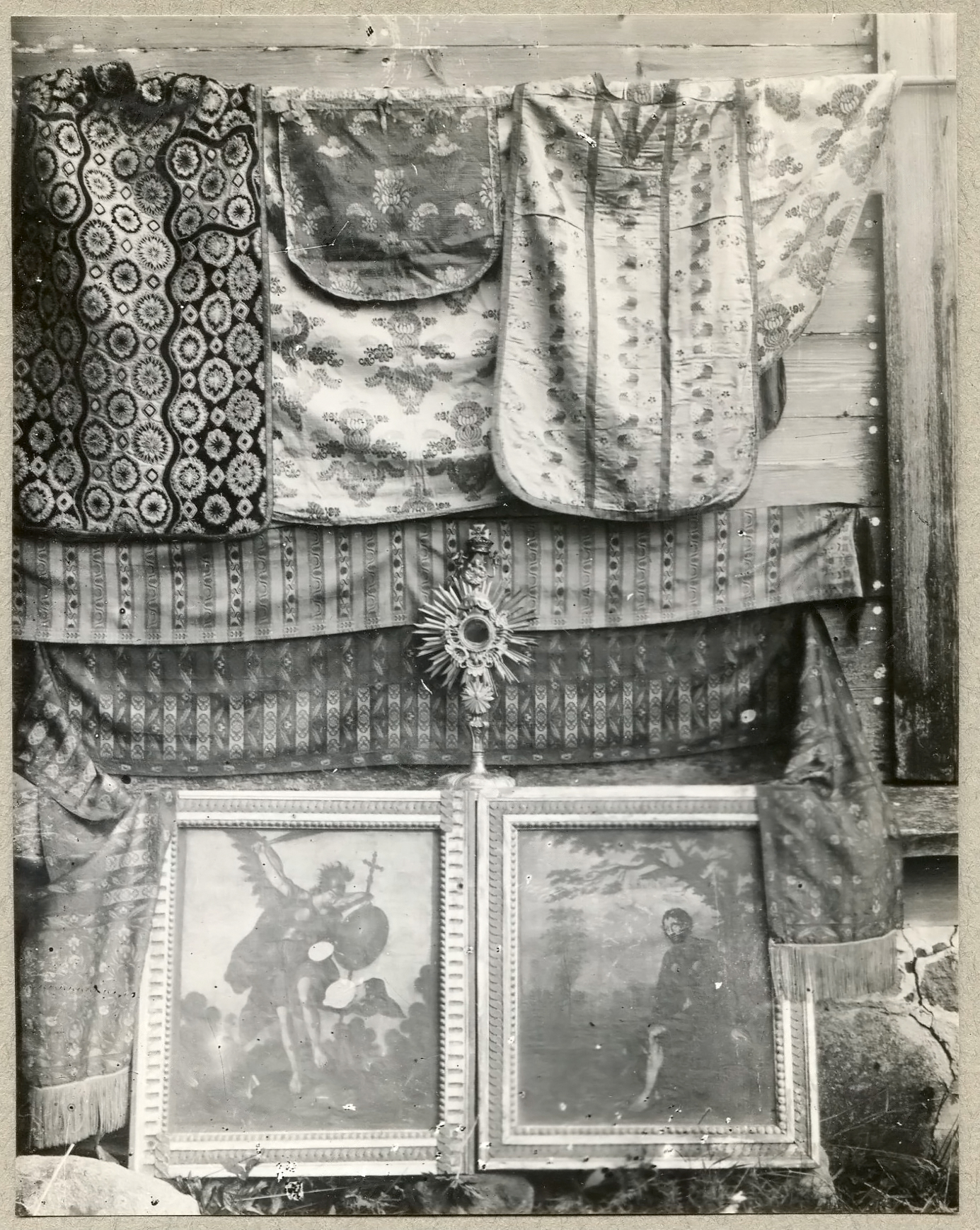
Костел, ікони
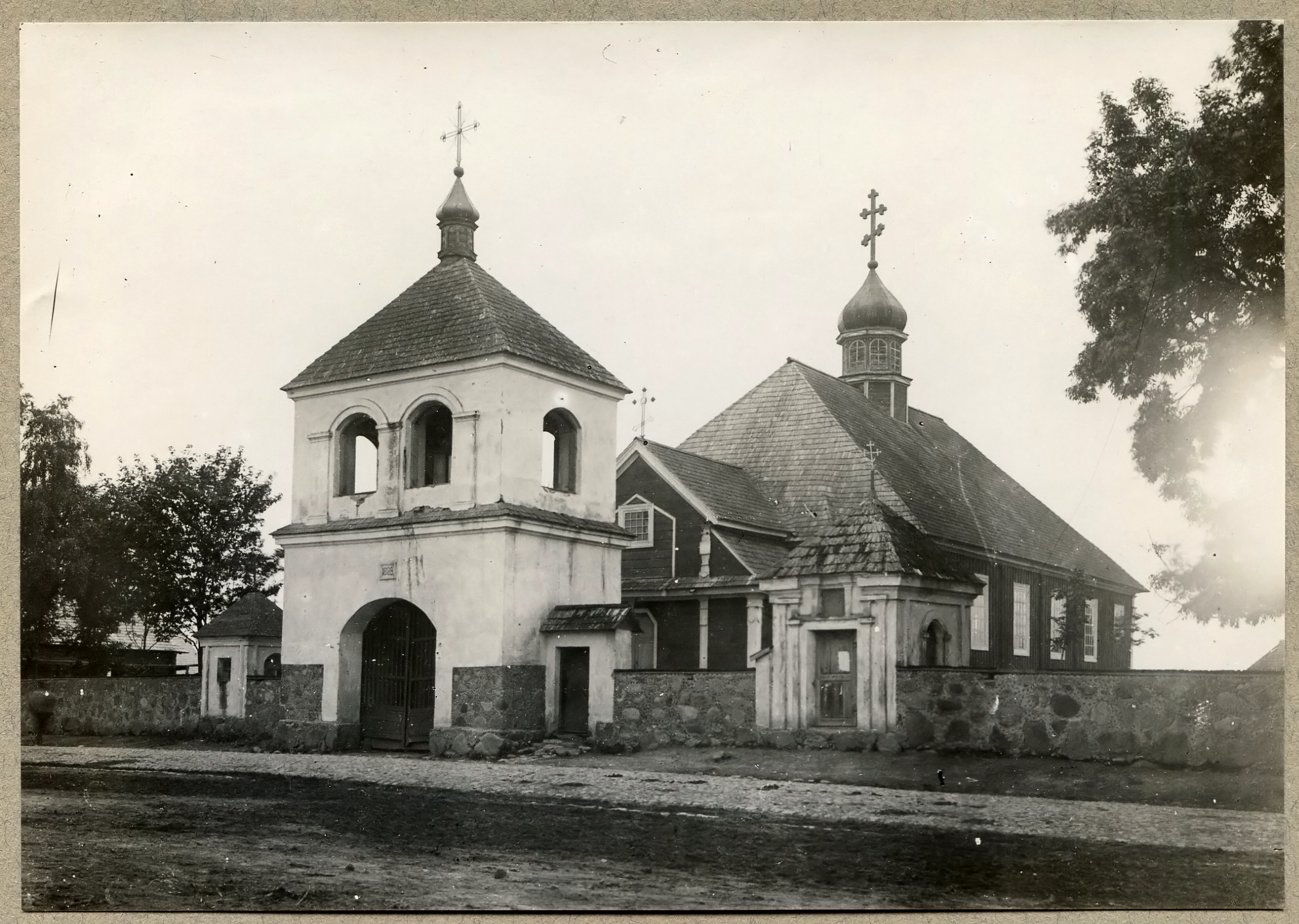
Церква св. Миколая

## Транспорт
Залізнична станція Тимковичі

## Цікаві місця
- Броварня (1901)
- Меморіальна каплиця (19 ст.)
- Церква святителя Миколая Чудотворця
- Єврейські могили
- Дзвіниця (19 ст.)
- Пам'ятник природи «Дуб і сосна»
- Церква Святого Миколая
- Садибно-парковий комплекс

## Відомі особи
- Мартін Миколай Радзивілл (1705—1782) — державний діяч Великого князівства Литовського.
- Володимир Олександрович Наржимський (1915—1988) — військовий пілот, Герой Радянського Союзу[4].

Також у Тимковичах з 1908 року зростав білоруський прозаїк, драматург, публіцист Кузьма Чорний, батько якого після Лютневої революції працював у волосному ревкомі та Тимковичівській початковій школі. Кузьма Чорний брав участь в постановках Тимковичівського народного театру, який працює і до сьогодні.

## Галерея

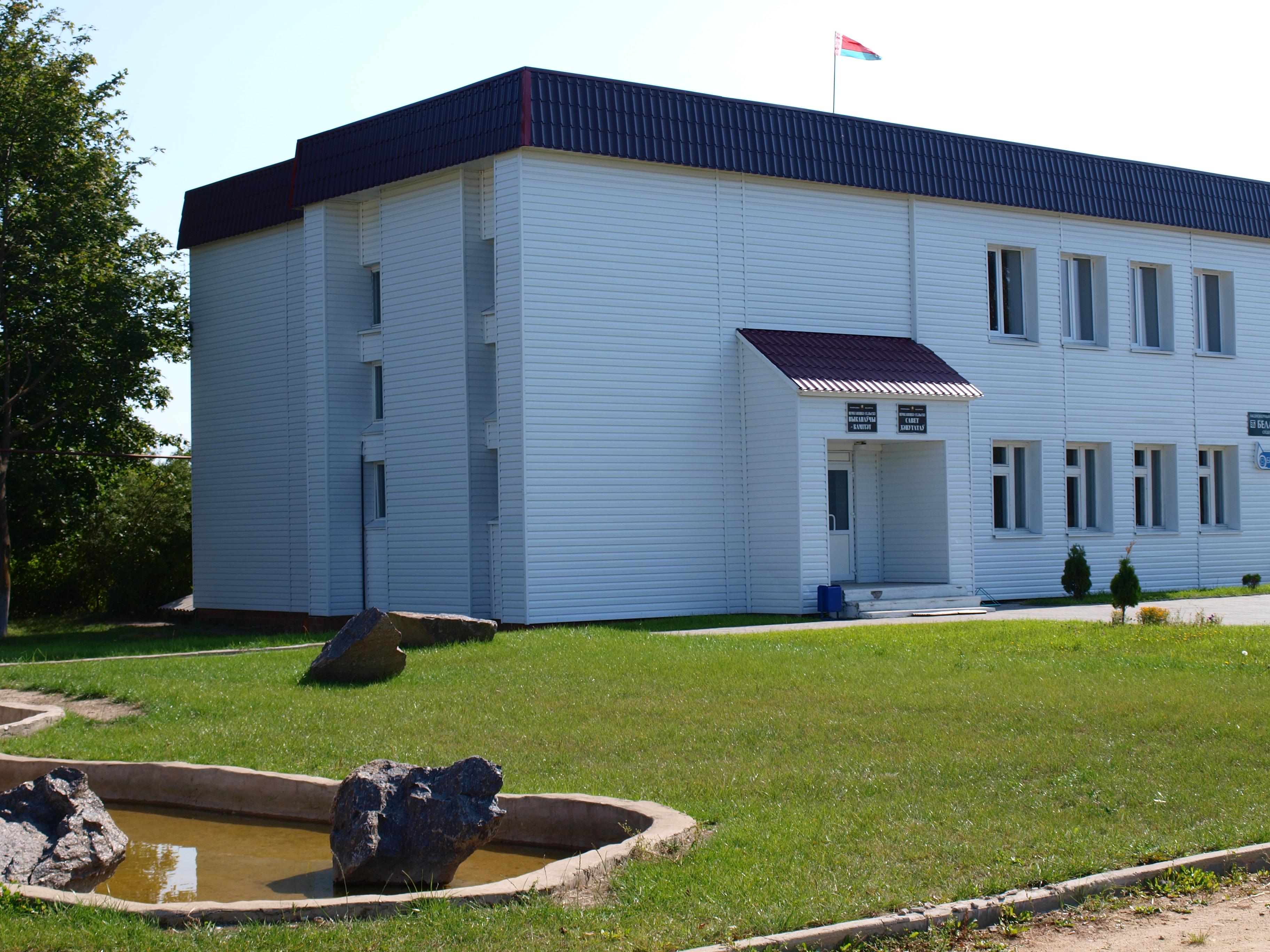
Сільський виконавчий комітет
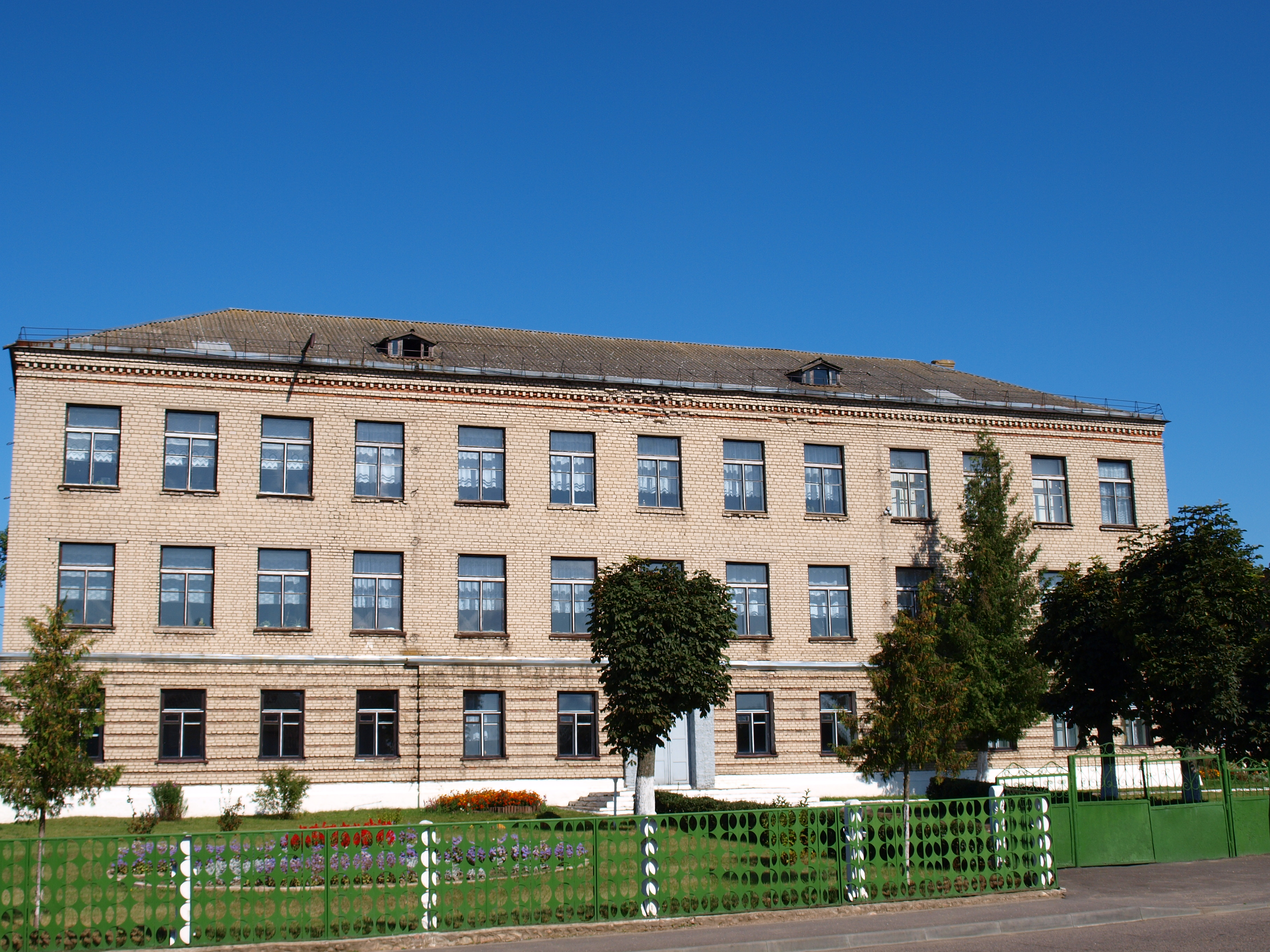
Сільська школа
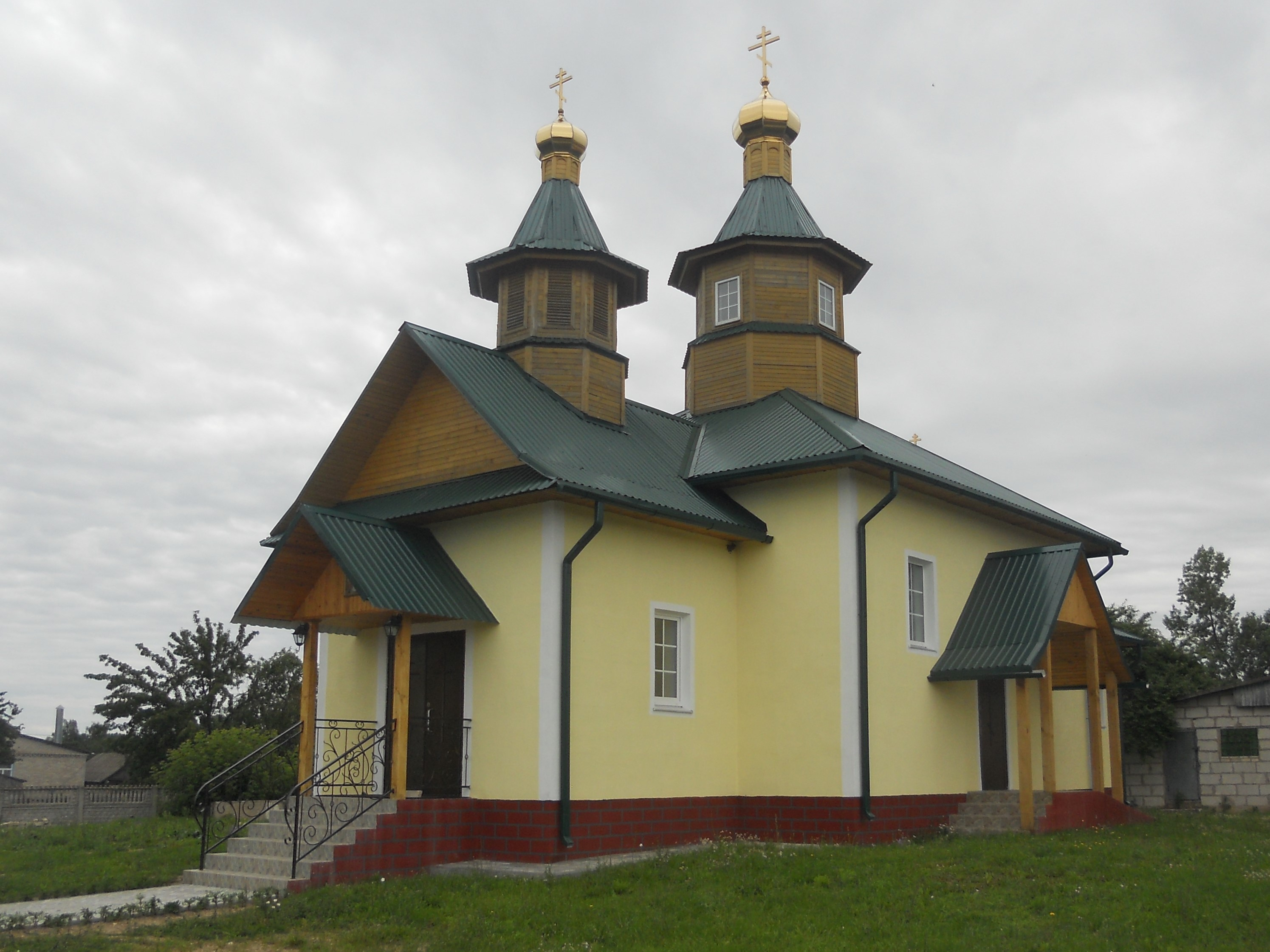
Церква святителя Миколая Чудотворця
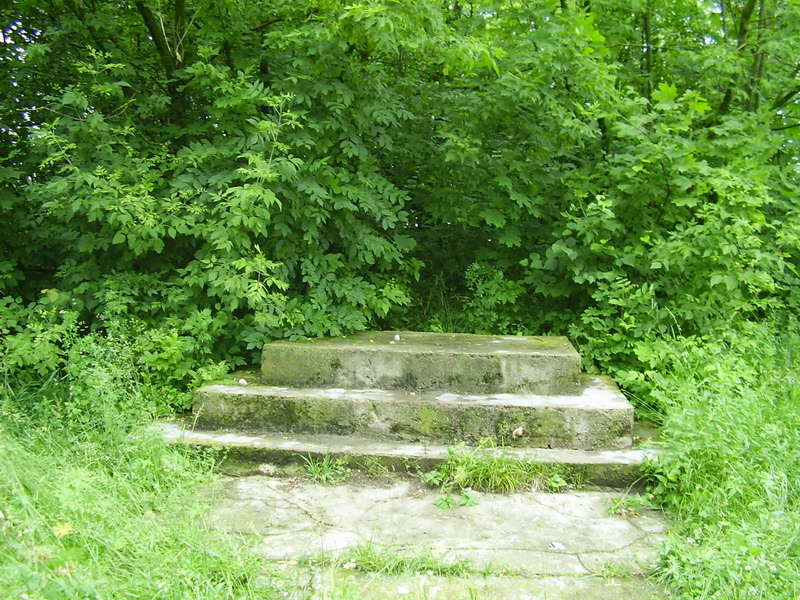
Місце на якому раніше був костел